# Sabulodes pumilla
Sabulodes pumilla är en fjärilsart som beskrevs av Frederick H. Rindge 1978. Sabulodes pumilla ingår i släktet Sabulodes och familjen mätare. Inga underarter finns listade.